# ティラノモン
ティラノモンはデジタルモンスターシリーズに登場する架空の生命体・デジタルモンスターの一種。

## 概要
Ver.1から登場。赤い身体色をしたティラノサウルスの姿をした二足歩行の恐竜型デジモン。名前の由来は『ティラノサウルス』からである。雑誌初掲載時には「ダイナモン」という名前であったが後に変更された。「子供の夢といえば恐竜をつれて歩くことでは？」という意見から、最初にデザインされた記念すべきデジモンである。また、顔だけを見ればグレイモン以上にアグモンに近く、白黒表示のポケットデジモンワールドではアグモンのドット絵に背びれを加えただけのグラフィックだった。
シリーズ当初はデジモンの代表的存在であったが、アニメでグレイモンが主役デジモンの座を獲得してからは、どこか影の薄いデジモンとなった上に正式な究極体が存在しないことから不遇を受け続けていた。後に「シリーズを支えてくれたファンに応える」という形で、『デジモンワールド リ：デジタイズ デコード』にて究極体であるラストティラノモンが登場した。
必殺技は火炎弾を吐き出す「ファイアーブレス」。

## 種族としてのティラノモン
逞しい腕と巨大な尾を武器にする恐竜型デジモン。見かけによらず大人しく、高い知性もあることから育てやすいデジモンとして初級テイマーからは重宝されている。
X抗体を得た個体はより恐竜らしさが強調された姿となり、体が巨大化してパワーもスピードも増したが、同時に凶暴性も強くなり以前のように手懐けることは難しくなっている。背中の背びれは美しい宝石のように透き通っており、それでいて優れた頑強さを兼ね備えているためこれ自体を武器として利用できる。

### 基本データ
- 世代/成熟期
- タイプ/恐竜型
- 属性/データ
- 必殺技/ファイアーブレス、クリムゾンブレス
- 得意技/スラッシュネイル、ダイノキック、ワイルドバスター、クラッシュローリング
- 勢力/ネイチャースピリッツ

### 亜種・関連種・その他
- ダークティラノモン

ウイルスに感染したティラノモン。
- メタルティラノモン
- エクスティラノモン
- マスターティラノモン（ティラノ師匠）
- マメティラモン
- ラストティラノモン
- アロモン

ライバル関係にある。

## 登場人物としてのティラノモン

### デジモンアドベンチャー
- 第18話に登場。エテモンに操られピッコロモンの元で修行中の子供たちを襲撃する。自信を取り戻した太一によってアグモンが進化したグレイモンと戦い、敗れる。
- 第21話にて現実世界の海に普通の人には見えない『デジタルワールドの歪み』として現れ、火を噴いて現実世界に爆発を起こしていた。なお、物語後半におけるデジタルワールドが異常接近した際の『歪み』としても現実世界に出現した。

### デジモンアドベンチャーVテイマー01
スターシティでスターズJrとして登場。ゼロとアームレスリングで戦おうとするが、落書きのデータをアップリンクされオカマ化したゼロを見て、怒りのあまりにフルパワーになった瞬間エネルギーを限界まで使って力尽きてデジタマに戻ってしまった。最終戦ではホーリエンジェル城にスターモンたちと共に登場してゼロに希望と力を託した。

### デジモンワールド
ダイノ古代境の守護をしている。主人公たちをダイノ古代境を荒らしに来たと勘違いし襲い掛かってくる。倒すと誤解は解け、ダイノ古代境に入れるようになる他、イベントを進めるとはじまりの街にてレストランを経営してくれるようになる。なおダイノ古代境の守護は師匠であるティラノ師匠が引き継ぐことになる。

### デジモンサヴァイブ
タクマのパートナーデジモンであるアグモンの進化系の解放・分岐の条件として登場。一人称は「オイラ」。声優は坂本千夏｡